# Ctenusa antealaris
Ctenusa antealaris är en fjärilsart som beskrevs av Embrik Strand 1914. Ctenusa antealaris ingår i släktet Ctenusa och familjen nattflyn. Inga underarter finns listade i Catalogue of Life.